# Messier 52
Messier 52 (còn gọi là M 52 hoặc NGC 7654) là cụm sao phân tán trong chòm sao Tiên Hậu. Được phát hiện bởi Charles Messier vào năm 1774. M52 có thể nhìn từ Trái Đất bằng ống nhòm.
RJ Trumpler phân loại cụm sao mở này là II2r, cho thấy một cụm giàu có ít tập trung ở trung tâm và độ sáng của các ngôi sao ở mức trung bình. Điều này sau đó đã được sửa đổi thành I2r, biểu thị một lõi dày đặc. Cụm có bán kính lõi là 0,91 ± 0,14 pc (2,97 ± 0,46 ly) và cụm sao cầu là 13,1 ± 2,2 pc (42,7 ± 7,2 ly).  Nó có tuổi ước tính là 158,5 triệu năm và khối lượng 1200 M☉.
Ngôi sao siêu khổng lồ 8,3 độ BD + 60 ° 2532 có thể là một thành viên của M52.  Quần thể sao bao gồm 18 ứng cử viên sao B xung động chậm, một trong số đó là sao biến quang Delta Scuti và ba biến ứng cử viên γ Dor. Cũng có thể có ba ngôi sao Be. Phần lõi của cụm sao cho thấy thiếu vật chất giữa các vì sao, có thể là kết quả của các vụ nổ siêu tân tinh trong lịch sử của cụm sao.